# Doug Blair
Douglas Blair Lucek, noto anche con il soprannome Doug Blair (11 febbraio 1963), è un chitarrista statunitense, membro delle heavy metal band W.A.S.P. e Signal2Noise.

## Biografia
Doug è nato l'11 febbraio 1963 ed è stato membro degli W.A.S.P. per la prima volta nel 1992. Dopo qualche mese dal suo ingresso, Blair fu allontanato dal gruppo, decidendo di dedicarsi ad altri progetti. Egli fu riassunto dagli W.A.S.P. nel 2001 per partecipare però solo a pochi tour. È tornato, questa volta nuovamente come membro fisso del gruppo, nel 2006.

## Discografia
- Dominator
- Babylon
- Golgotha
- ReIdolized (The Soundtrack to the Crimson Idol) (ri-registrazione)